# ZDFwochen-journal

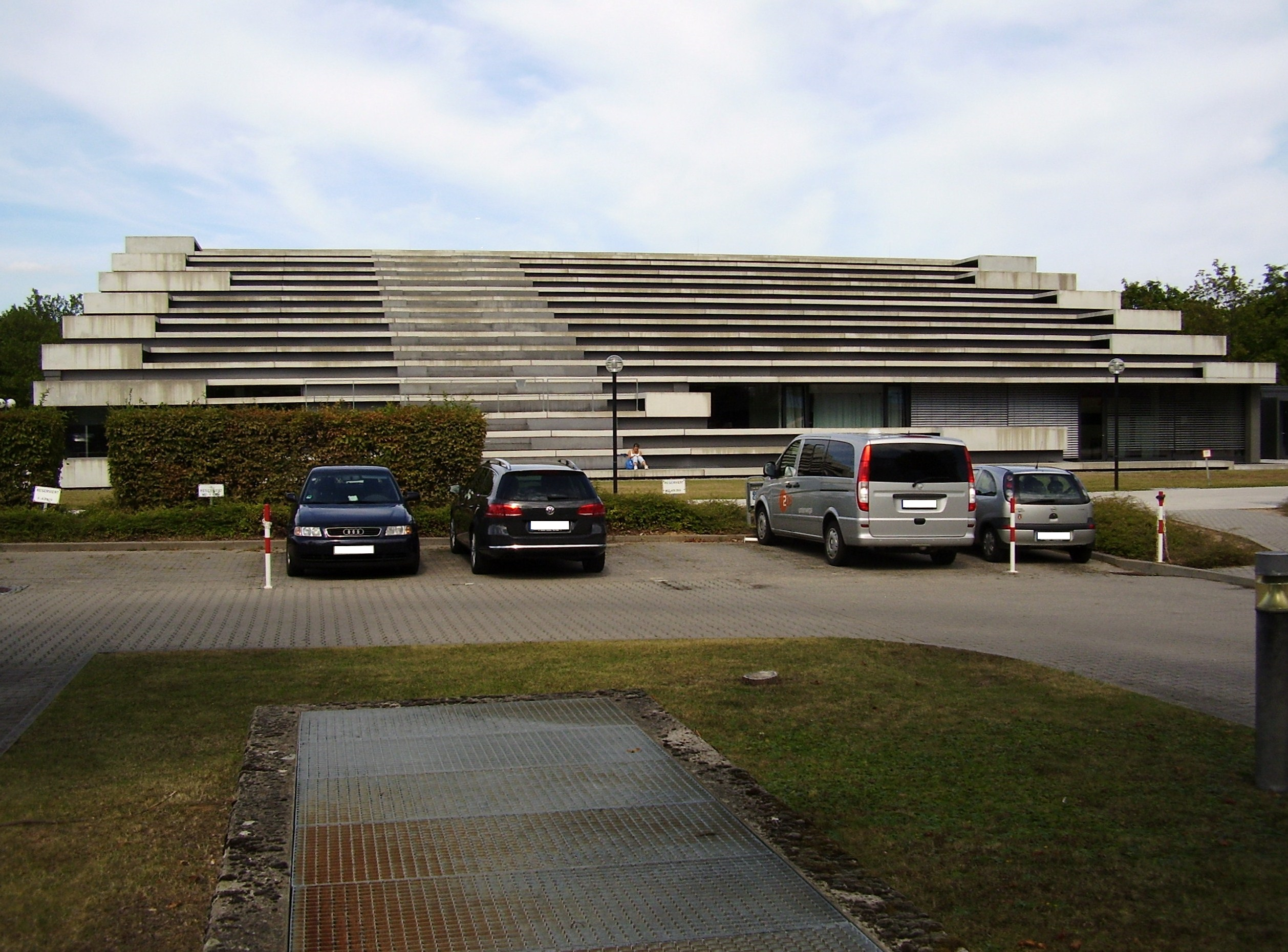
Das ZDF-Nachrichtenstudio in Mainz-Lerchenberg

Das ZDFwochen-journal war ein Wochenendmagazin, das im ZDF bis zum 15. Dezember 2012 ausgestrahlt wurde.

## Geschichte
Die Sendung, die am 12. Mai 2007 von TOP 7 zum ZDFwochen-journal umbenannt wurde, wurde samstags um 13:05 Uhr im ZDF gesendet und zeigte die wichtigsten und erwähnenswertesten Nachrichten und Ereignisse der vergangenen sieben Tage aus den Bereichen Politik, Wirtschaft, Sport und Kultur. Das Format wurde im Breitbildformat 16:9 ausgestrahlt.
Das ZDFwochen-journal strahlte aus finanziellen Gründen die letzte Sendung am 15. Dezember 2012 aus.

## Inhalte
Berichtet wurde hintergründig und aktuell. Zu den festen Bestandteilen der Fernsehsendung gehörten Gesprächspartner wie Experten und Prominente zu aktuellen Themen der Woche, die im Rahmen eines Schwerpunktes noch einmal besonders ausführlich behandelt werden konnten. In der Woche im Web zeigte ein Redakteur der Onlineredaktion den Wochen-Web-Rückblick. Gegen Ende der Sendung wurde eine ausführliche Wettervorhersage von einem Meteorologen präsentiert. Am Schluss wurden Eindrücke in der Reihe „Bilder der Woche“ gezeigt, die mit einer Instrumentalversion des Liedes Every Breath You Take (The Police) des Musikers Torsten Luederwaldt musikalisch unterlegt waren. Das Wochenendmagazin dauerte in der Regel 55 Minuten, gelegentlich wurde es auf 35 Minuten verkürzt.

## Moderation
| Moderator                      | Einstieg | Ausstieg | Einsatz                                       |
| ------------------------------ | -------- | -------- | --------------------------------------------- |
| Susana Santina                 | 2007     | 2010     | Hauptmoderatorin                              |
| Kay-Sölve Richter              | 2007     | 2010     | vertretungsweise (2007–2009 Hauptmoderatorin) |
| Thomas Schmeken                | 2007     | 2012     | vertretungsweise                              |
| Mitri Sirin                    | 2009     | 2012     | vertretungsweise (2009–2011 Hauptmoderator)   |
| Normen Odenthal                | 2010     | 2012     | vertretungsweise (2011–2012 Hauptmoderator)   |
| Ralph Szepanski                | 2011     | 2012     | Hauptmoderator                                |
| Christina von Ungern-Sternberg | 2012     | 2012     | Hauptmoderatorin                              |